# Johann Rudolf Neuhaus
Pour les articles homonymes, voir Neuhaus.
Johann Rudolf Neuhaus, né le 5 décembre 1767 à Bienne (originaire du même lieu) et mort le 27 février 1846 dans la même ville, est un entrepreneur et commerçant suisse.

## Biographie

### Naissance et famille
Johann Rudolf Neuhaus naît le 5 décembre 1767 à Bienne. Il est originaire du même lieu. Son père, Johann Rudolf, est capitaine ; sa mère se nomme Susanna Magdalena Watt. Il épouse Sophie Verdan, fille de François Verdan, en 1791. 

### Parcours professionnel
Après avoir effectué un apprentissage commercial à Lyon de 1782 à 1784, il fonde en 1787 une société de commerce possédant un comptoir à Aix-en-Provence, Marseille et Bienne. Il doit cependant la liquider deux ans plus tard en raison de la révolution française. Il devient ensuite associé de la fabrique d'indiennes Verdan, qu'il sauve de la faillite. En 1794, il s'essaie à l'exportation de fromage, mais sans rencontrer de succès.  
En 1823, il fonde la Caisse d'épargne de Bienne et, en 1824, avec son beau-frère Johann Peter Huber, la filature de coton de Gurzelen. 
Il est considéré comme l'un des plus importants pionniers de l'industrie biennoise. 

### Parcours politique
Johann Rudolf Neuhaus sert la ville de Bienne en prenant part à des missions diplomatiques et en siégeant au Grand Conseil de ville à partir de 1797 ainsi qu'au gouvernement provisoire de 1813 (président de la commission des finances). Il est député au Grand Conseil du canton de Berne (1816-1826).  
Il est à l'origine de la construction du gymnase (1817) et de l'orphelinat du Berghaus (1834). 